# 蔡玉坤
蔡玉坤，MH（1968年4月9日—），香港體育學院院長，前香港壁球代表隊總教練，前香港體育學院壁球總教練。
他由1999年起擔任總教練，任內培育出歐詠芝及陳浩鈴等優秀球手，又帶領港隊在2009年東亞運動會壁球比賽奪得7金5銀佳績。2010年，獲香港特區政府授予榮譽勳章。其妻為藝人劉彩玉。
2016年12月1日，蔡玉坤升任香港體育學院副院長。2024年1月1日，進一步獲擢升為院長，接替在位長達近16年的李翠莎博士（Dr Trisha Leahy）。

## 個人榮譽
- 香港特區政府嘉獎

行政長官社區服務獎狀（2001年）
榮譽勳章（2010年）
- 滙豐銀行慈善基金優秀教練選舉

傑出貢獻獎（2010年）